# 日本作詩大獎
日本作詩大獎（日语：／ nihon sakushi taishō */?），是日本每年一度的音樂頒獎典禮，由日本作詩家協會主辦，東京電視台協辦，曾與「日本有線大獎」及「日本唱片大獎」並列為日本每年年末三大頒獎禮之一，也是現時唯一單以歌詞作為考量的音樂頒獎典禮。但自從日本有線大獎於2017年後停辦、繼承的「日本演歌歌謠大獎」既不在年末、又只舉辦了一屆便停止，使年末舉行的頒獎禮只剩下兩個。
本獎項和日本唱片大獎中的「作詩獎」類近，但最大的分別是，日本唱片大獎會將流行曲及演歌、民謠都一併考慮，而日本作詩大獎則主要集中於演歌或民謠類作品。正如獎項的名稱所指，「作詩」一詞是突出歌詞中既能有表達詩意的意境，亦講求用字、字數等文學條件，如俳句、川柳般的格局。如此計算，一般流行歌的歌詞便較難達到了文學部份的要求。唯一出現過例外的是2011年的第44屆，最優秀作品獎由山上路夫寫給福井舞的《幾度落櫻》（いくたびの櫻）所奪得，是現時唯一一首獲得此大獎的J-POP歌曲。而近十年來，入選作品亦開始出現有非演歌、民謠類別作品。
「日本作詩大獎」雖然是以作詞家為主要對象，但亦是不少演歌歌手十分重視的一項獎項，程度不下於已停辦的「日本有線大賞」（或是其後的承繼項目日本演歌歌謠大賞），雖然歌手在「日本作詩大獎」中不會獲取任何獎狀或獎座，但能在此出場及演唱均視為極大的榮譽，甚至不比獲選NHK紅白歌合戰為低，而獲得「最優秀作品獎」的歌手更可以向得獎作詞家獻花，每每都會出現歌手激勳落淚的場面。

## 獎項概要
每年均會頒發下列獎項：
最優秀作品獎
名額1名，授於演出當日獲得最高分的作品。
優秀作品獎
名額2名，授於演出當日得分第二及第三的作品。
最優秀新人獎
名額1名，授於該年度新晉作詞人。
優秀新人獎
名額1名，同樣授於該年度新晉作詞人。
BS東京電視台特別賞獎／東京電視台特別賞獎
不定期頒發，授於對歌詞創作或在歌唱上有成就的人士。過往共頒發過四次，獲獎者有田端義夫、五木宏、北島三郎及松井五郎。

## 評審準則
由六位評審組成，根據歌詞及歌手演釋為評分考量，每首歌曲最高可獲10分，最低為1分，計算總分後，最高分數的歌曲便可成為「最優秀作品獎」，第二及第三高分歌曲則獲得「優秀獎」。

## 外部連結
- 日本作詩家協會 日本作詩大獎公式網頁 （页面存档备份，存于）（日語）